# Starići
Starići is een plaats in de gemeente Poreč in de Kroatische provincie Istrië. De plaats telt 15 inwoners (2001).